# Sunmyeong
Sunmyeong, född 1872, död 1904, var en koreansk kronprinsessa, den första makan till den senare kung Sunjong av Korea. Hon avled tre år innan hennes make besteg tronen och var därför aldrig drottning, men fick postumt titeln kejsarinna. 
Hon var dotter till adelsmannen Min Taeho av Yeoheung Min-klanen, och adelskvinnan Jin-yang av Jincheon Song-klanen. Hon gifte sig med kronprinsen vid elva års ålder 1882, och kallades sedan kronprinsessan Min. År 1895 var hon vittne till mordet på sin svärmor. Hon försökte enligt vittnen skydda sin svärmor och blev själv misshandlad av de japanska attentatsmännen. Upplevelsen förorsakade en livslång depression. 